# Алекс Търнър
Александър Дейвид Търнър (роден на 6 януари 1986 г.) е английски музикант. Фронтмен и автор на песни на рок групата „Арктик Мънкис“. Той е носител на седем награди „Брит“, награда „Айвър Новело“ и награда „Мъркюри“, наред с други отличия.
Когато Търнър е на 15 години, заедно с трима приятели сформира „Арктик Мънкис“. Дебютният албум на групата, Whatever People Say I Am, That's What I'm Not (2006), заедно с петия студиен албум, AM (2013), се появява в класацията на 500-те най-добри албума на всички времена на „Ролинг Стоун“.